# Apistops caloundra
Apistops
Genre
Espèce
Apistops caloundra, unique représentant du genre Apistops, est une espèce de poissons marins de la famille des Scorpaenidae.

## Répartition
Apistops caloundra est un poisson d'eau de mer qui se rencontre dans le bassin Indo-Pacifique ouest et en mer d'Arafura, en Papouasie-Nouvelle-Guinée et dans le Nord-Ouest de l'Australie. Cette espèce est présente entre 19 et 49 m de profondeur.

## Description
Apistops caloundra peut mesurer jusqu'à 19 cm, queue non comprise.
James Douglas Ogilby donne la définition suivante du genre Apistops :
- ligne latérale incomplète s'arrêtant au niveau du pédoncule ;
- crêtes orbitales lisses ;
- présence d'une épine humérale courte mais forte et aigüe ;
- nageoire dorsale peu échancrée présentant quatorze rayons ;
- nageoires pectorales comparativement courtes n'atteignant par les rayons mous de la nageoire anale.

## Classification
L'espèce Apistops caloundra a été décrite pour la première fois en 1886 par Charles Walter De Vis (1829-1915) sous le protonyme Apistus caloundra,. Le genre Apistops a été créé en 1911 par James Douglas Ogilby (1853-1925),.
Apistops caloundra a pour synonyme :
- Apistus caloundra De Vis, 1886

## Étymologie
Le nom générique, Apistops, composé du genre Apistus et du suffixe grec ancien ὤψ, ốps, « ressemblant à », fait référence au classement initial de ce poisson dans le genre Apistus
L'épithète spécifique, caloundra, fait référence à la localité type de cette espèce, Caloundra, une ville australienne de l’État du Queensland, située à 90 km au nord de Brisbane.

## Publications originales
- Genre Apistops :
  - (en) J. Douglas Ogilby, « Descriptions of new or insufficiently described fishes from Queensland waters », Annals of the Queensland Museum, Brisbane, Inconnu, vol. 10,‎ 1er novembre 1911, p. 36-58 (ISSN 1321-9995, OCLC 5881839, lire en ligne).
- Espèce Apistops caloundra sous le taxon Apistus caloundra :
  - (en) C. W. De Vis, « Notice of a fish apparently undescribed », Proceedings of the Royal Society of Queensland, Brisbane, Royal Society of Queensland (d) et inconnu, vol. 2, no 2,‎ 1886, p. 144–145 (ISSN 0080-469X et 1839-2547, OCLC 1639402, DOI 10.5962/BHL.PART.1910, lire en ligne).